# Панфінно-угризм

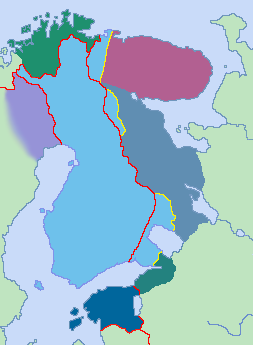
Ідеологема «Велика Фінляндія» — приклад панфінно-угризму

Панфінно-угрізм — ідеологія та націоналістичний рух серед національних еліт та інтелігенції фінно-угорських народів, що ставить своєю метою культурну та, іноді, політичну консолідацію фінно-угорських народів. 

## Особливості
Особливістю панфінно-угризму серед інших іредентистських рухів є той факт, що фінно-угорські народи не являють собою єдиного масиву ні територіально, ні політично, ні культурно. 

## Історія
В історії Росії мали місце дві хвилі панфінно-угризму. 
- Перша хвиля: з початку XX століття до початку 1930-х. Була нерозривно пов'язана з революційною активністю національної інтелігенції і, після перемоги Радянської влади, з національно-державним та культурним будівництвом у фінно-угорських народів. Зійшла нанівець у зв'язку з фізичним знищенням більшої частини націоналістично налаштованої національної інтелігенції радянською владою в роки сталінських репресій (див., Наприклад, Справа Софіна, учасники якого були оголошені фінськими шпигунами та обвинувачувалися у підготовці виходу фінно-угорських республік зі складу РРФСР).
- Друга хвиля: з кінця 1980-х по 1990-і. Характеризується дезінтеграційними процесами в рамках Росії, політизацією та радикалізацією націоналістичних рухів в фінно-угорських суб'єктах. До кінця 1990-х поступово зійшла нанівець. Останнім часом зберігаються лише окремі елементи панфінно-угризму, що не представляють собою масового руху.

## Росія
Російський панфінно-угризм, в моменти своєї найбільшої радикалізації, може характеризуватися гаслами русофобського та сепаратистського змісту. 
«Фінно-угорська карта» (проблема «насильницької асиміляції» та «русифікації» фінно-угорських народів) є важливим засобом зовнішньополітичного тиску  Естонії та Фінляндії (а також Ради Європи) на Росію, де фактично усі фінно-угорські народи втратили свою самобутність та сильно асимільовані.